# White Noise (film)
Pour les articles homonymes, voir White Noise.
 (octobre 2021).
Si vous disposez d'ouvrages ou d'articles de référence ou si vous connaissez des sites web de qualité traitant du thème abordé ici, merci de compléter l'article en donnant les références utiles à sa vérifiabilité et en les liant à la section « Notes et références ».
Pour plus de détails, voir Fiche technique et Distribution.
White Noise est un film américain écrit et réalisé par Noah Baumbach et sorti en 2022. Il s'agit d'une adaptation du roman Bruit de fond de Don DeLillo.
Il est présenté en ouverture de la Mostra de Venise 2022. Il connait ensuite une sortie limitée dans les salles américaines avant sa diffusion mondiale sur Netflix.

## Synopsis
L'histoire se déroule en 1984.
Jack Gladney est professeur d'études hitlériennes (une discipline qu'il a fondée) au College-on-the-Hill. Malgré sa spécialisation, il ne parle pas allemand et prend secrètement des cours de base pour préparer le discours qu'il doit prononcer lors d'une conférence. Jack est marié à Babette, sa quatrième épouse. Ensemble, ils élèvent une famille recomposée de quatre enfants : Heinrich et Steffie, issus de deux précédents mariages de Jack, Denise, issue du précédent mariage de Babette, et Wilder, un enfant qu'ils ont conçu ensemble. Denise espionne Babette et découvre sa réserve secrète de Dylar, un médicament mystérieux qui ne figure pas dans les dossiers habituels. Jack rêve d'un homme mystérieux qui essaie de le tuer, faisant ainsi allusion à une conversation antérieure avec Babette sur leur peur de la mort. Le collègue de Jack, Murray Siskind, professeur de culture américaine, souhaite développer un domaine de niche similaire, les études Elvis, et convainc Jack de l'aider. Tous deux s'affrontent brièvement lorsque la concurrence entre leurs cours se fait sentir.
Leur vie est bouleversée lorsqu'un accident ferroviaire cataclysmique projette un nuage de déchets chimiques sur la ville. Cet épisode aérien toxique oblige à une évacuation massive dans un important embouteillage sur l'autoroute. Jack doit s'arrêter à une station-service pour faire le plein de sa voiture où il est exposé par inadvertance au nuage. La famille et de nombreuses autres personnes sont mises en quarantaine dans un camp d'été. Murray fournit à Jack un petit pistolet de la taille d'une paume, pour se protéger des survivalistes les plus dangereux du camp. Un jour, le chaos s'installe lorsque les familles tentent désespérément de s'échapper du camp. Les Gladney parviennent à s'en sortir mais leur voiture finit dans une rivière. Après neuf jours, la famille parvient à quitter le camp. Cependant, comme Jack a été brièvement exposé aux déchets chimiques, sa peur de la mort est exacerbée.
Plus tard, tout est revenu à la normale, sauf Babette, qui est devenue pâle et distante de Jack. Peu après, Jack commence à avoir des hallucinations d'un homme mystérieux qui le suit partout. Denise lui fait part de ses inquiétudes concernant Dylar et Jack confronte Babette. Celle-ci admet avoir participé à un essai clinique obscur sur un médicament destiné à traiter l'angoisse de la mort, et avoir été acceptée en échange de rapports sexuels avec "M. Gray". Intrigué par cette idée, Jack demande à Denise les bouteilles de Dylar, mais elle lui révèle qu'elle les a jetées plus tôt. En fouillant dans les poubelles, Jack trouve une annonce de Dylar dans un journal, ce qui l'incite à récupérer son pistolet et à se venger de M. Gray. Jack le retrouve dans un motel, où il découvre que M. Gray était l'homme de ses hallucinations. Jack l'abat et lui met le pistolet dans la main pour faire croire à un suicide. Babette arrive à l'improviste et voit un M. Gray encore en vie, qui parvient à les atteindre tous les deux avec sa dernière balle. Jack les conduit tous les trois dans un hôpital dirigé par des religieuses athées allemandes où ils guérissent et se réconcilient.
Le film se termine sur les Gladney faisant leurs courses dans un supermarché où la famille participe à une danse semblable à celle d'un clip vidéo.

## Fiche technique
Sauf indication contraire, les informations mentionnées dans cette section peuvent être confirmées par la base de données cinématographiques IMDb,  présente dans la section « Liens externes ».
- Titre original : White Noise
- Réalisation : Noah Baumbach
- Scénario : Noah Baumbach, d'après le roman Bruit de fond de Don DeLillo
- Direction artistique : Chris Farmer
- Décors : Jess Gonchor
- Montage : Matthew Hannam
- Photographie : Michael Seresin
- Production : Noah Baumbach et Uri Singer
  - Production exécutive : Mayra Auad
- Sociétés de production : A24, Heyday Films et NBGG Pictures
- Société de distribution : Netflix
- Pays de production :  États-Unis
- Langue originale : anglais
- Format : couleur
- Genre : Comédie dramatique et horreur
- Durée : 136 minutes
- Dates de sortie :
  - Italie : 31 août 2022 (Mostra de Venise)
  - États-Unis : 25 novembre 2022 (sortie limitée en salles)
  - Mondial : 30 décembre 2022 (sur Netflix)
- Classification :
  - États-Unis : R (interdit aux moins de 17 ans non accompagnées d'un adulte)

## Distribution
- Adam Driver (VF : Valentin Merlet) : Jack Gladney
- Greta Gerwig (VF : Émilie Rault) : Babbette Gladney
- Raffey Cassidy (VF : Jaynelia Coadou) : Denise
- Sam Nivola (VF : Aloïs Agaësse-Maheu) : Heinrich
- May Nivola (VF : Juliette Davies) : Steffie
- Jodie Turner-Smith (VF : Fily Keita) : Winnie Richards
- Don Cheadle (VF : Jean-Baptiste Anoumon) : Murray Siskind
- André Benjamin (VF : Daniel Njo Lobé) : Elliot Lasher
- Lars Eidinger (VF : Jochen Hägele) : M. Gray
- Barbara Sukowa : Sœur Hermann Marie
- Logan Fry : Helmut Dackel
- Francis Jue (VF : Hervé Rey) : Dr Chester Lu
- Sam Gold (VF : Xavier Fagnon) : Alfonse
- Carlos Jacott (VF : Bernard Bollet) : Grappa
- Bill Camp : l'homme avec la télévision

## Distinctions

### Nominations
- Golden Globes 2023 : Meilleur acteur dans un film musical ou une comédie pour Adam Driver

### Sélections
- Mostra de Venise 2022 : sélection officielle et film d'ouverture